# Nati nel 2002/Novembre
| Questa pagina contiene informazioni ricavate automaticamente dalle voci biografiche con l'ausilio del template Bio e di un bot. L'aggiornamento è periodico e automatico e ricostruisce completamente la pagina. Se manca una persona in questa lista, sei pregato di non aggiungerla, ma accertati piuttosto che la sua voce biografica contenga il template Bio e che i dati anagrafici siano correttamente compilati. Se il template Bio manca, inseriscilo tu stesso o, in alternativa, metti l'avviso {{tmp\|Bio}} che ne segnala la mancanza. Se i dati riportati sono sbagliati, correggi direttamente la voce biografica; le modifiche saranno visibili in questa lista entro pochi giorni. Per chiarimenti vedi il progetto biografie. La lista contiene solo le 162 persone che sono citate nell'enciclopedia e per le quali è stato implementato correttamente il template Bio. Pagina aggiornata al 18 ago 2025. |

- 1º novembre - Francesco Busatto, ciclista su strada italiano
- 1º novembre - Tessa Giele, nuotatrice olandese
- 1º novembre - NLE Choppa, rapper e cantautore statunitense
- 1º novembre - Dare Rose, nuotatore statunitense
- 1º novembre - Elie Tawk, fondista libanese
- 2 novembre - Hamza Igamane, calciatore marocchino
- 2 novembre - Dominik Javorček, calciatore slovacco
- 2 novembre - Nowend Lorenzo, calciatore dominicano
- 2 novembre - Diogo Nascimento, calciatore portoghese
- 2 novembre - Iris Tió, nuotatrice artistica spagnola
- 3 novembre - Tomislav Buljan, cestista croato
- 3 novembre - Wagner Pina, calciatore capoverdiano
- 3 novembre - Stephen Sanchez, cantante statunitense
- 3 novembre - Victor Vercouillie, ciclista su strada belga
- 4 novembre - Gonzalo Larrazábal, calciatore uruguaiano
- 4 novembre - Pluuto, rapper estone
- 4 novembre - Kacper Tobiasz, calciatore polacco
- 5 novembre - Matty Beniers, hockeista su ghiaccio statunitense
- 5 novembre - Emma Malabuyo, ginnasta filippina
- 5 novembre - Berta Castañé, attrice e modella spagnola
- 5 novembre - Claudia Coletti, nuotatrice artistica statunitense
- 5 novembre - Inmaculada Gabarro, calciatrice spagnola
- 5 novembre - Iker Muñoz, calciatore spagnolo
- 5 novembre - Ben Elliott, calciatore camerunese
- 5 novembre - Vicente Pizarro, calciatore cileno
- 5 novembre - Jack Rootkin-Gray, ciclista su strada britannico
- 6 novembre - Max Bruns, calciatore olandese
- 6 novembre - Felipe Felício, calciatore brasiliano
- 6 novembre - Lara Naki Gutmann, pattinatrice artistica su ghiaccio italiana
- 6 novembre - Natalia Padilla, calciatrice polacca
- 6 novembre - Arnaud Tendon, ciclista su strada e pistard svizzero
- 6 novembre - Alemão, calciatore brasiliano
- 7 novembre - Kara Eaker, ex ginnasta statunitense
- 7 novembre - Angelica Ghergo, ostacolista italiana
- 7 novembre - Julia Tervahartiala, saltatrice con gli sci finlandese
- 8 novembre - Teïlo Azaïs, attore francese
- 8 novembre - Dries De Pooter, ciclista su strada belga
- 8 novembre - Muhammed Demirel, judoka turco
- 8 novembre - Ilhan Fandi, calciatore singaporiano
- 8 novembre - Terrence Jones, velocista bahamense
- 8 novembre - Bryce McGowens, cestista statunitense
- 8 novembre - Kōnstantinos Tzolakīs, calciatore greco
- 9 novembre - Selina Gadient, sciatrice alpina svizzera
- 9 novembre - Mouhamed Gueye, cestista senegalese
- 9 novembre - Rotem Keller, calciatore israeliano
- 9 novembre - Lorenzo Marcantognini, calciatore e velocista italiano
- 9 novembre - András Németh, calciatore ungherese
- 10 novembre - Eduardo Camavinga, calciatore francese
- 10 novembre - Ewen Costiou, ciclista su strada francese
- 10 novembre - Jamie Lawrence, calciatore tedesco
- 10 novembre - Hélder Sá, calciatore portoghese
- 10 novembre - Derry Scherhant, calciatore tedesco
- 10 novembre - Dembo Sylla, calciatore guineano
- 10 novembre - Genna Toko Kegne, sollevatrice camerunese
- 11 novembre - James Carragher, calciatore inglese
- 11 novembre - Mamady Diambou, calciatore maliano
- 11 novembre - Chrīstos Kourfalidīs, calciatore greco
- 11 novembre - Thapelo Maseko, calciatore sudafricano
- 11 novembre - Matteo Oliveri, astista italiano
- 12 novembre - Algassime Bah, calciatore guineano
- 12 novembre - Paolo Banchero, cestista statunitense
- 12 novembre - Joel Mugisha Mvuka, calciatore norvegese
- 12 novembre - Josh Mulligan, calciatore scozzese
- 12 novembre - Thibau Nys, ciclocrossista e ciclista su strada belga
- 12 novembre - Finlay Robertson, calciatore scozzese
- 12 novembre - Sheyko Studer, calciatore argentino
- 12 novembre - Tino Livramento, calciatore inglese
- 12 novembre - Vincent Wieser, sciatore alpino austriaco
- 13 novembre - Emma Raducanu, tennista britannica
- 13 novembre - Oussama Raoui, calciatore marocchino
- 13 novembre - Giovanni Reyna, calciatore statunitense
- 13 novembre - Kyle Williams, giocatore di football americano statunitense
- 14 novembre - Manuel Baldé, calciatore portoghese
- 14 novembre - Corrado Barbera, sciatore alpino italiano
- 14 novembre - Romeo Benítez, calciatore paraguaiano
- 14 novembre - Billy Koumetio, calciatore francese
- 14 novembre - Delia Durrer, sciatrice alpina svizzera
- 14 novembre - Gianluca Petecof, pilota automobilistico brasiliano
- 15 novembre - Sidney Carroll, nuotatrice artistica canadese
- 15 novembre - Nasser Djiga, calciatore burkinabè
- 15 novembre - Jurij Železnov, calciatore russo
- 16 novembre - Bai Zhuoxuan, tennista cinese
- 16 novembre - Mariano Ahouangbo, calciatore beninese
- 16 novembre - Kyle Catlett, attore statunitense
- 16 novembre - Miguel Maga, calciatore portoghese
- 16 novembre - Adrion Pajaziti, calciatore albanese
- 16 novembre - Jeffry Puriël, calciatore olandese
- 16 novembre - Milan Spiller, giocatore di football americano svizzero
- 16 novembre - Cauê, calciatore brasiliano
- 16 novembre - Zhu Jiner, scacchista cinese
- 17 novembre - Daniek Hengeveld, pistard e ciclista su strada olandese
- 17 novembre - Francisca Nazareth, calciatrice portoghese
- 17 novembre - Axel Prado, calciatore uruguaiano
- 17 novembre - Moris Valinčić, calciatore croato
- 18 novembre - Patrick Baldwin, cestista statunitense
- 18 novembre - Mihaela Cambei, sollevatrice rumena
- 18 novembre - Pierre-Jean Clausse, avvocato e attivista francese
- 18 novembre - Omīros Netzīpoglou, cestista greco
- 18 novembre - Rafael Rech, calciatore brasiliano
- 18 novembre - Lorenzo Piccin, cestista italiano
- 19 novembre - Ashley Campbell, sciatrice alpina canadese
- 19 novembre - Gaia Cauchi, cantante maltese
- 19 novembre - Jacob Farrell, calciatore australiano
- 19 novembre - Anton Gaaei, calciatore danese
- 19 novembre - Valentina Gottardi, giocatrice di beach volley italiana
- 19 novembre - Arda Okan Kurtulan, calciatore turco
- 19 novembre - Hikari Suzuki, nuotatrice artistica giapponese
- 20 novembre - Kévin Boma, calciatore togolese
- 20 novembre - Giovanni Carraro, nuotatore italiano
- 20 novembre - Tawanda Maswanhise, calciatore zimbabwese
- 20 novembre - Madisyn Shipman, attrice statunitense
- 20 novembre - Santiago Umba, ciclista su strada colombiano
- 21 novembre - Matías Arezo, calciatore uruguaiano
- 21 novembre - Mihajlo Baić, calciatore serbo
- 21 novembre - Juan Francisco Fernández, cestista argentino
- 21 novembre - Fabricio López, calciatore argentino
- 21 novembre - Mamadou Mbacke, calciatore senegalese
- 21 novembre - Kevor Palumets, calciatore estone
- 21 novembre - Josué Tiendrébéogo, calciatore burkinabé
- 21 novembre - Besfort Zeneli, calciatore svedese
- 21 novembre - David Čavić, calciatore bosniaco
- 22 novembre - Justine Kielland, calciatrice norvegese
- 22 novembre - Pauletta Pollmann, attrice tedesca
- 23 novembre - Brahima Ouattara, calciatore ivoriano
- 23 novembre - Jonas Sanker, giocatore di football americano statunitense
- 23 novembre - Enzo Tchato, calciatore francese
- 23 novembre - Hossein Zamani, calciatore afghano
- 23 novembre - Anastasija Zolotic, taekwondoka statunitense
- 24 novembre - Gabriel Gledhill, fondista britannico
- 24 novembre - Tarsis Orogot, velocista ugandese
- 24 novembre - Brahian Palacios, calciatore colombiano
- 24 novembre - Jay Stansfield, calciatore inglese
- 25 novembre - Christina Anastasopoulou, cestista greca
- 25 novembre - Yonathan Kapitolnik, altista israeliano
- 25 novembre - Josh Minott, cestista statunitense
- 25 novembre - Pedri, calciatore spagnolo
- 26 novembre - Hareb Abdullah, calciatore emiratino
- 26 novembre - Aitor Etxeguren, cestista spagnolo
- 26 novembre - Ante Matej Jurić, calciatore croato
- 26 novembre - Roko Prkačin, cestista croato
- 26 novembre - Gaurika Singh, nuotatrice nepalese
- 27 novembre - Luka Berulava, pattinatore artistico su ghiaccio russo
- 27 novembre - Harrison Ingram, cestista statunitense
- 27 novembre - Younes Taha, calciatore marocchino
- 27 novembre - Daniel Wotlai, calciatore nigeriano
- 28 novembre - Farès Chaïbi, calciatore algerino
- 28 novembre - Dany Jean, calciatore haitiano
- 28 novembre - Jasmine Lyons, fondista canadese
- 28 novembre - Simon Lüchinger, calciatore liechtensteinese
- 28 novembre - Destiny Udogie, calciatore italiano
- 29 novembre - Giorgia Frosini, pallavolista italiana
- 29 novembre - Matías González Márquez, calciatore uruguaiano
- 29 novembre - Daniel Gruber, slittinista italiano
- 29 novembre - Tory Horton, giocatore di football americano statunitense
- 29 novembre - Deandre Kerr, calciatore canadese
- 29 novembre - Yunus Musah, calciatore statunitense
- 29 novembre - César Pérez, calciatore cileno
- 29 novembre - Zachary Svajda, tennista statunitense
- 30 novembre - Carlos Alcaraz, calciatore argentino
- 30 novembre - Tiago Çukur, calciatore turco
- 30 novembre - Dont'e Thornton, giocatore di football americano statunitense
- 30 novembre - Bénie Traoré, calciatore ivoriano